# Bawazidj
Bawazij (en siríac Beth Wazik, que vol dir ‘Casa de la Duana’; sota els sassànides Khunya-Sabur, que vol dir ‘el Cant de Sapor’) fou una antiga ciutat d'Iraq, a la regió de Mossul, a la riba del Petit Zab i no lluny de la seva desembocadura.
La seva fama principal deriva del fet que fou un reducte kharigita, i els membres locals d'aquesta secta es deien descendents directes de les tropes d'Alí ibn Abi-Tàlib; era també considerada un refugi de bandits (els beduïns Banu Xayban robaven a les caravanes). Una part de la població era cristiana i hi va arribar a haver un bisbat jacobita de Beth Wazik i Beth Remman (Barimma); els nestorians depenien del bisbe de la propera Shenna (Sinn).